# Kily Álvarez
Pour les articles homonymes, voir Álvarez.
David Álvarez Aguirre, dit Kily Álvarez, est un ancien footballeur international équatoguinéen, né le 5 février 1984 à Avilés en Espagne. Il jouait au poste d'arrière droit.

## Biographie

### En club
David Álvarez Aguirre commence le football dans le club du Real Oviedo, il n'est pas professionnel et joue donc dans les divisions inférieures espagnoles comme la Division 4 et la Division 3.
En 2006, il est recruté par l'Atlético Madrid, mais malheureusement durant les deux années passés à Madrid il n'a pas réussi à intégrer l'équipe première du club. Il retourne dans des clubs amateurs de seconde zone comme Orihuela CF, Novelda CF et Marino de Luanco.
En 2011, il retourne dans le club de UP Langreo en quatrième division.

### En sélection nationale
Bien que né en Espagne, il décide de représenter le pays de ses origines, la Guinée équatoriale. Il honore sa première convocation le 1er juin 2008 contre la Sierra Leone (2-0) .
Le 25 janvier 2012, il marque le but qui qualifie son pays lors du premier tour de la CAN 2012 contre le Sénégal, d'une magnifique frappe du droit des 20 mètres à la 94e minute.

## But en sélection
| But (1) en sélection de Kily | But (1) en sélection de Kily | But (1) en sélection de Kily            | But (1) en sélection de Kily | But (1) en sélection de Kily | But (1) en sélection de Kily | But (1) en sélection de Kily |
|                              | Date                         | Lieu                                    | Adversaire                   | Score                        | Résultat                     | Compétition                  |
| ---------------------------- | ---------------------------- | --------------------------------------- | ---------------------------- | ---------------------------- | ---------------------------- | ---------------------------- |
| 1.                           | 25 janvier 2012              | Stade de Bata, Bata, Guinée équatoriale | Sénégal                      | 2-1                          | 2-1                          | CAN 2012                     |

## Statistiques
| Saison                | Club                  | Championnat           | Championnat | Championnat | Coupe(s) nationale(s) | Coupe(s) nationale(s) | Sélection          | Sélection | Sélection | Total | Total |
| Saison                | Club                  | Division              | M.          | B.          | M.                    | B.                    | Équipe             | M.        | B.        | M.    | B.    |
| 2003 - 2004           | Real Oviedo           | 4                     | 26          | 1           | -                     | -                     | -                  | -         | -         | 26    | 1     |
| 2004 - 2005           | UP Langreo            | 4                     | 30          | 1           | -                     | -                     | -                  | -         | -         | 30    | 1     |
| 2005 - 2006           | UP Langreo            | 4                     | 34          | 3           | -                     | -                     | -                  | -         | -         | 34    | 3     |
| 2006 - 2007           | Atlético Madrid B     | 3                     | 30          | 0           | -                     | -                     | -                  | -         | -         | 30    | 0     |
| 2007 - 2008           | Atlético Madrid B     | 3                     | 14          | 0           | -                     | -                     | Guinée équatoriale | 4         | 0         | 18    | 0     |
| 2008 - 2009           | Orihuela CF           | 3                     | 10          | 1           | 2                     | 0                     | Guinée équatoriale | 2         | 0         | 14    | 1     |
| 2008 - 2009           | Novelda CF            | 4                     | -           | -           | -                     | -                     | Guinée équatoriale | 2         | 0         | 2     | 0     |
| 2009 - 2010           | Novelda CF            | 4                     | -           | -           | -                     | -                     | -                  | -         | -         | 0     | 0     |
| 2010 - 2011           | Marino de Luanco      | 4                     | 6           | 0           | -                     | -                     | Guinée équatoriale | 1         | 0         | 7     | 0     |
| 2010 - 2011           | UP Langreo            | 4                     | 25          | 2           | -                     | -                     | Guinée équatoriale | 1         | 0         | 26    | 2     |
| 2011 - 2012           | UP Langreo            | 4                     | -           | -           | -                     | -                     | Guinée équatoriale | 2         | 1         | 2     | 1     |
| Total sur la carrière | Total sur la carrière | Total sur la carrière | 175         | 8           | 2                     | 0                     | Guinée équatoriale | 12        | 1         | 189   | 9     |